# Trichoniscus ghidinii
Trichoniscus ghidinii là một loài chân đều trong họ Trichoniscidae. Loài này được Brian miêu tả khoa học năm 1931.